# Timo Pérez
Timoniel Pérez (né le 8 avril 1975 à Baní en République dominicaine) est un ancien joueur professionnel de baseball.
Il évolue en Ligue centrale du Japon pour les Hiroshima Toyo Carp de 1996 à 1999, puis dans la Ligue majeure de baseball avec les Mets de New York de 2000 à 2003, les White Sox de Chicago en 2004 et 2005, les Cardinals de Saint-Louis en 2006 et les Tigers de Détroit en 2007. Il fait partie de l'équipe des White Sox qui remporte la Série mondiale 2005.
Lanceur et frappeur gaucher, Timo Pérez évolue à la position de voltigeur .

## Japon
Timo Pérez fait ses débuts professionnels au Japon où il joue pour les Hiroshima Toyo Carp de la Ligue centrale de 1996 à 1999. En 4 saisons et 227 matchs joués, il maintient une moyenne au bâton de ,271. Sa meilleure saison est celle de 1998, alors qu'il frappe dans une moyenne de, 296.

## Ligues majeures de baseball
Timo Pérez fait ses débuts dans le baseball majeur le 1er septembre 2000 avec les Mets de New York. Le club le met sous contrat au printemps 2000 à la suite d'une recommandation de Isao O'Jimi, un de leurs dépisteurs qui avait été auparavant l'interprète du gérant des Mets Bobby Valentine quelques années plus tôt, lorsque celui-ci entraînait une équipe japonaise.
Comme joueur de champ centre, Pérez réalise l'attrapé qui met fin au 5e match de la Série de championnat 2000 de la Ligue nationale et assure aux Mets une participation à la Série mondiale 2000. Il réussit 7 coups sûrs et marque 8 points en 5 matchs lors de cette Série de championnat contre Saint-Louis et, malgré la défaite en finale des Mets face aux Yankees, il complète ses premières séries éliminatoires avec 14 coups sûrs et une moyenne au bâton de ,250. Évoluant pendant 4 saisons pour les Mets, Pérez connaît sa meilleure saison en 2002 avec des records personnels de 131 coups sûrs, 52 points marqués, 6 triples, 8 circuits, 10 buts volés, 47 points produits et une moyenne au bâton de ,295 en 136 matchs joués. 
Le 27 mars 2004, les Mets échangent Pérez aux White Sox de Chicago contre Matt Ginter, un lanceur droitier. Il joue deux saisons à Chicago et fait partie de l'équipe des White Sox championne de la Série mondiale 2005.
Pérez joue une poignée de matchs pour les Cardinals de Saint-Louis en 2006 et les Tigers de Détroit en 2007. Son dernier match dans les majeures est disputé le 27 septembre 2007. En 603 matchs joués au total en MLB, il compile 449 coups sûrs, 26 circuits, 187 points marqués, 185 points produits, 23 buts volés, une moyenne au bâton de ,269 et une moyenne de présence sur les buts de ,308.